# 大喪之禮
大喪之禮（日语：／ Taisou no rei）是日本的天皇、上皇的国葬，屬於國事行為的皇室禮儀。
日本國憲法下的「天皇（或上皇）的葬禮」，分為基於皇室典範第25條規定的國家儀式「大喪之禮」，以及作為皇室儀式的「大喪儀」。兩者合稱為「御大喪（ごたいそう）」。
日本的「大喪（たいそう）」可以直接指「天皇的崩御與斂葬」（反義詞是指天皇即位的「大典、大禮」）。

## 概要
日本國憲法第7條
天皇根據內閣之建議與承認，為國民行使左列有關國事之行為。
10.舉行儀式。
皇室典範第25條
天皇崩御（＝死去）時，舉行大喪之禮。
天皇退位特例法第3條
3 有關上皇身分之登錄、喪儀及陵墓等事項，準用於天皇之例。

依據日本國憲法第20條第3項的政教分離原則，國家必須確保宗教的中立性，作為國家儀式的「大喪之禮」，並沒有神道或佛教等特定宗教儀式。
作為皇室私人儀式的「大喪儀」，在明治天皇之後採用皇室祭祀的神道儀式。皇室葬儀在飛鳥時代、奈良時代 - 江戶時代之間都於佛教寺院採佛教形式葬禮。直到孝明天皇三年祭時，才重新復古採用神式，以神道方式進行。
因應日本國憲法下的政教分離原則，在1989年（平成元年）2月24日的昭和天皇葬儀時，由皇居至葬場所在地的新宿御苑間，葬列、葬場儀式的一部分、新宿御苑至墓所所在地武藏陵墓地之間的葬列為「大喪之禮」（平成元年內閣告示第4號「關於昭和天皇大喪之禮細目之件」竹下改造內閣）。同時在葬列、葬場舉行皇室私人儀式「大喪儀」。

## 舊皇室典範下

### 明治天皇
1912年（明治45年）7月30日崩御的明治天皇（第122代天皇）大喪儀，於同年（大正元年）9月13日舉行。葬儀在大日本帝國陸軍練兵場（現在东京明治神宮外苑）舉行，隔日9月14日从青山临时站通过灵柩列车运往桃山临时站，埋葬於京都伏見桃山陵。
嘉仁謹ミテ
皇考ノ靈前ニ白ス
皇考ノ登遐シ給ヒシヨリ夙夜夢寢溫容ヲ諼ル能ハス櫬宮ニ殯殿ニ奉饌拜參シテ空シク靈前ニ感泣スルコト早ヤ已ニ四十餘日今ヤ伏見桃山ニ斂葬セムトシ轜車ヲ送リテ此ニ來レリ顧フニ曩ニ
皇考ノ病革ルヤ上下憂惧シテ天地ニ祈ルアリ茲ニ其ノ葬儀ヲ行フヤ朝野悲傷シテ已マス是レ皆ナ國民忠忱ノ發露スル所ニシテ卽チ
皇考徳澤ノ感孚スル所ナリ此ヲ思ヒ彼ヲ念ヒ痛悼ノ情倍マス切ナリ嗚呼哀イ哉
 — 1912年（大正元年）9月13日，大葬儀上大正天皇的御誄（おんるい）
主要國家的特派使節
各外國皇族・特派使節一覽，刊載於1912年（大正元年）9月14日付「官報」號外。國旗及官職名稱皆依據1912年當時情況，姓名、官職名依據「官報」之記載。
| 德意志帝國 · 海因里希親王             | 英国 · 亞瑟親王                                        | · 西班牙 · 阿方索親王                    | 美国 · 特派大使菲蘭德·C·諾克斯                   |
| 法國 · 特派大使勒龐                   | 俄罗斯帝国 · 特派大使尼克拉斯                          | 義大利王國 · 特派大使侯爵亞力山卓·圭喬立 | 奥匈帝国 · 特派大使男爵拉斯洛·穆勒·馮·森特哲爾吉 |
| 瑞典 · 特派使節古斯塔夫·奧斯卡·華倫堡 | 墨西哥 · 特派使節唐·拉蒙                               | 荷蘭 · 特派使節讓·哈爾門                 | 瑞士 · 特派使節弗里德里希·南特·薩里斯            |
| 泰國 特派使節布拉恰姆農·吉塔加        | 比利时 · 特派使節伯爵Georges della Faille de Leverghem | 智利 · 特派使節阿弗雷德·薩尼亞爾茲       | 丹麦 · 特派使節伯爵貝·拉烏爾菲克                 |
| 挪威 · 特派使節貝·安克爾              | 阿根廷 · 特派使節法蘭西斯科·歐爾齊斯                   | 巴西 特派使節古斯塔沃                    | 葡萄牙 · 特派使節亨利克                          |

此外英國亦從中國艦隊派遣了500名海軍儀仗兵。

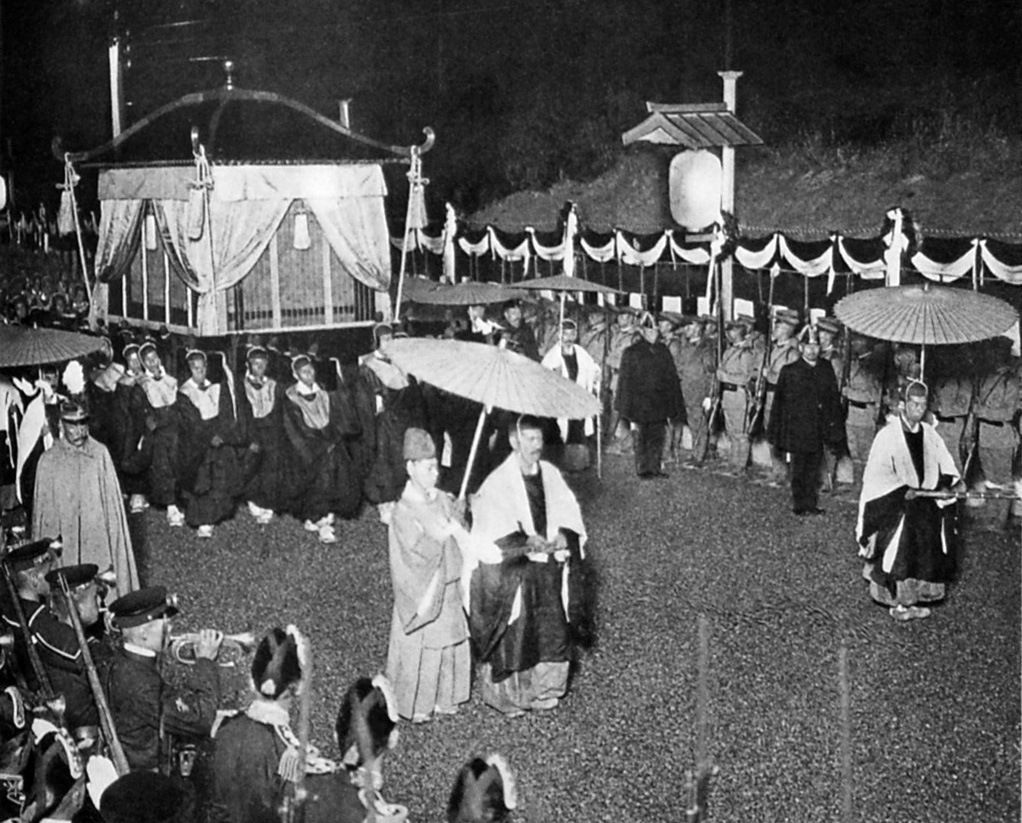
明治天皇大喪之禮（伏見桃山御陵）

### 大正天皇
1926年（大正15年）12月25日崩御的大正天皇（第123代天皇）大喪儀，於隔年1927年（昭和2年）2月7日至2月8日舉行。大喪儀於2月7日深夜，以乘載著天皇霊柩的御輦為中心組成的葬列，由宮城（現皇居）正門出發開始。依據宮中傳統於夜間進行，葬列在火炬和篝火照明前進。

葬儀於新宿御苑進行，靈柩自新宿御苑臨時停車場 - 東淺川臨時停車場間開行大喪列車，以鐵道運送。
裕仁敬ミテ
皇考ノ神靈ニ白ス　恭シク惟ルニ
皇考位ニ在シマスコト十有五年深仁厚澤人心ヲ感孚シタマヘリ一朝不豫久キニ彌リテ癒エタマハス其ノ大漸ヲ傳フルニ當リテハ遠近爭ヒテ神祇ニ禱リ其ノ大行ヲ聞クニ及ヒテハ億兆考妣ヲ喪フカ如シ嗟予小子正ニ諒闇ニ在リ梓宮ヲ拜シテ音容ヲ想ヒ殯宮ニ候シテ涕涙ヲ灑ク茲ニ大喪ノ儀ヲ行ヒ哭ヒテ靈柩ヲ送リマツラントス今ニ感シ昔ヲ懐ヒ哀慕何ソ已マン嗚呼哀イ哉
 — 1927年（昭和2年）2月7日，大葬儀上昭和天皇的御誄（おんるい）

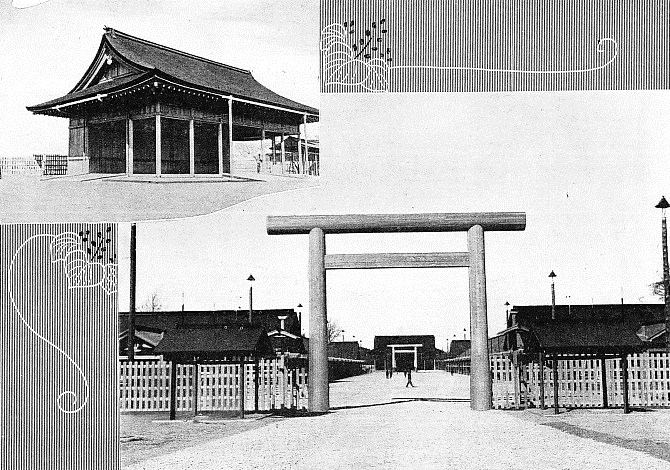
舉行大喪儀的葬場殿。
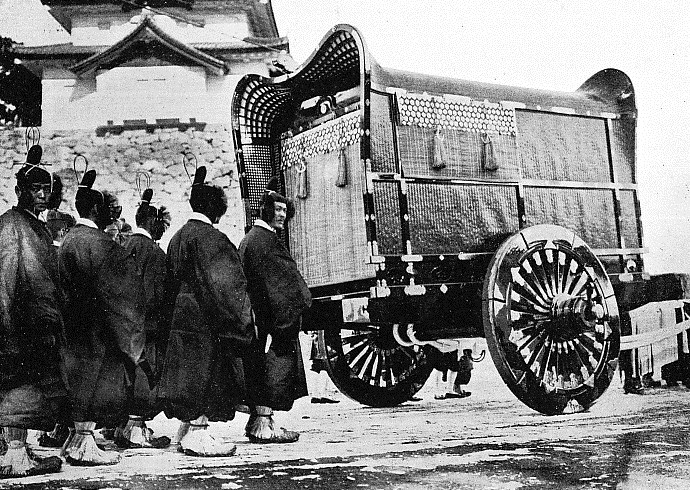
轜車（大正天皇霊柩車的牛車）。

## 現行皇室典範下

### 昭和天皇
1989年（昭和64年）1月7日崩御的昭和天皇大喪之禮，於同年（平成元年）2月24日由內閣主辦（大喪之禮委員會委員長：竹下登內閣總理大臣〈竹下改造內閣〉）。
「大喪之禮」於當天上午9點35分，以昭和天皇霊柩轜車（じしゃ。霊柩車）為中心組成的葬列（車30台、邊車30台的車列、全長約800m），隨著宮內廳樂部演奏雅樂「宗明樂」與陸上自衛隊第1特科連隊發射21發弔砲，從下著雨的皇居正門出發。出發之前，先執行了皇室儀式「大喪儀」「斂葬之儀」中的「轜車發引之儀」（日语：／），自皇居出發後正式開始國家儀式「大喪之禮」。
葬列在送葬曲「哀之極」的演奏中通過櫻田門，沿線聚集了約20萬民眾哀悼，一路經過國會議事堂正門前、憲政記念館前、三宅坂、赤坂見附、青山一丁目、外苑前、青山三丁目，抵達新宿御苑位於大京町的葬場總門（途中，於青山通有兩位激進派青年男性高舉「天皇制反對」並衝入車列，但即刻被警備員制服）。抵達後，昭和天皇灵柩由轜車移動至蔥華輦（そうかれん，天皇所使用，上頭有蔥亞科吉祥裝飾的輿），著古式鈍色衣冠單裝束的皇宮護衛官作為「輿丁」，徒步運送靈柩。徒步列在雅樂聲中，進入了白木造的葬場殿，安置灵輦（納有灵柩的蔥華輦）。
至此，幔門（門前的全黑色幔幕）關起，設置鳥居後，由國家儀式「大喪之禮」轉為皇室儀式「大喪儀」，開始「斂葬之儀」（埋葬當日的儀式）中的「葬場殿之儀」。「葬場殿之儀」正式開始進行，儀式首先演奏「誄歌」，這兩首歌皆來自古事記中記載的葬儀。

（誄歌第一）なづきの　田の稲幹（いながら）に、稲幹に　這ひ廻ろふ薢葛（ところづら）
（誄歌第二）浅小竹原（あさじぬはら） 腰なづむ　空は行かず　葦よ行くな
在演奏期間同時進行奠饌幣（奉上幣帛的神道儀式），並重複演奏誄歌第一與誄歌第二。待奠饌幣與誄歌結束後，由祭官長永積寅彥奉上以古文撰寫的祭詞。

掛ケマクモ恐キ昭和天皇ノ大御柩ノ大前ニ、祭官長永積寅彦　謹ミ敬ヒ恐ミ恐ミモ白サク。
大前ハモ生レマシナカラノ聡シキ御魂ヲモテ、御位ヲ受ケ継キ給ヒテユ、六十年余リノ年、国民ノ幸外ツ国々誼ヲ励ミ給ヒ、嘗テ在ラサル激シキ移ロヒノ時ニモ、常ニ変ハラヌ大御心ヲ国民ノ上ニ注キ、喜ヒ哀シミヲ分チ給ヒシハ恐ク尊ク、国民大御恵ヲ忝ミ、頓ニ大御命ノ弥遠永ミノミ願ヒ奉リシニ。
一昨年ノ秋俄ノ御病ノ御事アリ、軈テ常ノ御影ヲ仰カシメ給ヒシニ、去年ノ九月又ノ御病重ク、国中挙リテ皆折リテ頓ニノミ祈キ給フモ空シク、御病改マラサレ給ヒテ、昭和六十年余リ一月七日明ツ方、終ニ崩リ坐シキ、哀シキ哉惜シキ哉。
大宮ノ内ヨ深キ嘆キ哀シミニ包マレ、殯宮ニ終日終夜仕ヘ奉ラセ給ヒテ、過キユク月日モ定カナラテ仕へ奉リタレトモ、現世ノ慣習ノ随ニ武蔵野ノ丘ニ陵築キ、今日ノ此ノ日大喪儀ノ守斎キ仕へ奉ラムト、大御柩ヲ此ノ瑞造ノ宮中ニ留メ奉リテ、宇豆ノ御幣帛奉リ、御食御酒種々ノ食ツ物ヲ供へ奉ラシメ、聖上大御親御誄聞コエ拝マセ給ヒ、皇后宮ニハ御親、皇太后宮ニハ正仁親王妃ヲ大御名代トシテ拝マセ給ヒ。東宮ヲ始メ御親族御族御訣告ケ給ヒ、又　百官人、国民諸々ノ先達、更ニハ外ツ国々ノ君長使人達、アフナアフナ永遠ノ御訣告ケ奉ル状ヲ、平ラケク安ラケク見ソナハシ諾ナヘリ給ヘト、恐ミ恐ミモ白ス。
祭詞結束後，復由天皇明仁（當時）拜禮、奏上「御誄」（おんるい、弔辭），再由皇后美智子（當時）開始莊嚴地進行皇族、親族的拜禮。
明仁謹んで
御父昭和天皇の御霊に申し上げます。
崩御あそばされてより、哀痛は尽きることなく、温容はまのあたりに在ってひとときも忘れることができません。
櫬殿（しんでん）に、また殯宮（ひんきゅう）におまつり申し上げ、霊前にぬかずいて涙すること四十余日、無常の時は流れて、はや斂葬の日を迎え、轜車にしたがって、今ここにまいりました。
顧みれば、さきに御病あつくなられるや、御平癒を祈るあまたの人々の真心が国の内外から寄せられました。今また葬儀にあたり、国内各界の代表はもとより、世界各国、国際機関を代表する人々が集い、おわかれのかなしみを共にいたしております。
皇位に在られること六十有余年、ひたすら国民の幸福と平和を祈念され、未曾有の昭和激動の時代を、国民と苦楽を共にしつつ歩まれた御姿は、永く人々の胸に生き続けることと存じます。
こよなく慈しまれた山川に、草木に、春の色はようやくかえろうとするこのとき、空しく幽明を隔てて、今を思い、昔をしのび、追慕の情はいよいよ切なるものがあります。
誠にかなしみの極みであります。
 — 御誄（おんるい） 斂葬の儀 葬場殿の儀
「葬場殿之儀」結束後，再次關閉幔門並移開鳥居等，由內閣官房長官小渕恵三（竹下改造內閣）宣布「茲舉行大喪之禮御式。」並開始舉行國家儀式「大喪之禮」。接著，天皇明仁與皇后美智子（當時）前進葬場殿前，從正午開始進行1分鐘的默哀。默哀後，內閣總理大臣竹下登、眾議院議長原健三郎及參議院議長土屋義彦、最高裁判所長官矢口洪一等三權之長進行拜禮與弔辭，參列的各國元首、弔問使節拜禮、參列者一齊拜禮後，葬場殿「大喪之禮御式」正式結束。其後，下午1點40分開始重新組成葬列，通過四谷四丁目、新宿三丁目、新宿四丁目、首都高速道路4號新宿線初台出入口、中央自動車道八王子IC，於下午3點15分抵達陵所所在地武藏陵墓地。至陵所後再次組成徒步列，開始皇室儀式「陵所之儀」，將昭和天皇霊柩下葬陵寢。此陵被命名為武蔵野陵。
「大喪之禮」當天為公休日（平成元年法律第4號「昭和天皇の大喪の礼の行われる日を休日とする法律」）。另外，東京都心為雨天。各地皆降半旗，全國電視、廣播（除NHK教育頻道・NHK BS1・NHK廣播第二頻率）皆設置了報導特別節目，民間企業的電視廣告全面自肅，改為公共廣告機構（現：ACジャパン）的廣告。大多數的公共設施皆休館，多數的百貨公司、電影院等亦休息。富士電視台的紀錄片節目「世界が日本を見つめた日」（世界注目著日本的一日）播送了當日的報導特集。本日全日間的總收視率（HUD），達到與1972年2月28日強行突入淺間山莊匹敵的62.8％。
「大喪之禮」有來自世界各國的國家元首・使節・大使等，共164國（含EC委員會）27機關，約700人參加，同時也進行了弔問外交。而日本國內的皇族、三權之長及配偶、國會議員（眾議院議員及參議院議員）及配偶、幹部公務員、都道府縣知事、各界代表者等參列（參列者範圍依據平成元年內閣告示第4號『昭和天皇の大喪の礼の細目に関する件』）。

## 腳註
1. 1 2  . 亞洲歷史資料中心 （日语）.、大正元年9月14日付『官報』号外、防衛省防衛研究所所蔵。
2. ↑  原文は「瘳」で、「廖」のまだれをやまいだれにした文字。
3. ↑  . 亞洲歷史資料中心 （日语）.、昭和2年2月8日付『官報』号外、防衛省防衛研究所所蔵。井原頼明著『増補版 皇室事典』、冨山房、1942年。
4. ↑  御誄（おんるい） 斂葬の儀 葬場殿の儀 （页面存档备份，存于）、宮内庁。
5. ↑  .   [2020-10-12]. （原始内容存档于2020-10-20）.
6. ↑  .   [2020-10-12]. （原始内容存档于2020-10-12）.
7. ↑  . 現代ビジネス. 2018-03-06  [2018-11-30]. （原始内容存档于2020-12-03） （日语）.
8. ↑  飯田三郎 「大喪の礼」を前にすでに始まった弔問外交(世界の眼) （页面存档备份，存于）

## 關聯項目
- 崩御
- 國葬
- 大行天皇
- 大喪中國旗掲揚方
- 八瀨童子
- 皇室用客車#轜車
- 保守
- 昭和天皇之死
  - 中央自動車道護坡爆炸事件

## 外部連結
- 昭和天皇の崩御に伴う主な儀式・行事一覧PDF（177 KB）
- 外交青書1989：一時代を画した大喪の礼 （页面存档备份，存于）
- 「昭和天皇大喪の礼」に参列した国及び国際機関の代表 （页面存档备份，存于）
- 天皇陛下のお言葉に見る、昭和のあの時(朝日新聞) （页面存档备份，存于）